# Jagd (Schiff, 1889)
Die Jagd war das zweite Schiff der Wacht-Klasse, einer Klasse von Avisos der Kaiserlichen Marine, zu der nur noch das Typschiff Wacht gehörte. Ab 1899 wurden beide Schiffe als Kleine Kreuzer klassifiziert.

## Bau
Im Herbst 1887 wurde auf der Bremer Werft AG Weser für das zweite Schiff der Wacht-Klasse der Kiel gestreckt. Der unter der Bezeichnung Ersatz Pommerania gebaute Aviso stand am 7. Juli 1888 zum Stapellauf bereit. Die Taufe des Neubaus auf den Namen Jagd vollzog der Inspekteur der II. Marine-Inspektion, Konteradmiral Karl August Deinhard. Mitte des Jahres 1889 konnte das Schiff an die Kaiserliche Marine übergeben werden.

## Einsatzzeit
Die Jagd wurde am 25. Juni 1889 erstmals in Dienst gestellt. Zunächst wurden Probefahrten durchgeführt, diese jedoch am 6. August unterbrochen und erst nach einer zwischenzeitlichen Außerdienststellung ab dem 15. April 1890 fortgesetzt. Ende Juni wurde das Schiff aus dem Probefahrtverhältnis entlassen. Die Jagd diente anschließend der kaiserlichen Jacht Hohenzollern zeitweise als Depeschenboot. Vom 1. August bis zum 11. September war der Aviso als Wachtschiff der Marinestation der Ostsee in Kiel stationiert. Am 3. Oktober wurde er in Wilhelmshaven außer Dienst gestellt. In der Folgezeit wurde die Bewaffnung geändert und vier moderne Schnellladekanonen des Kalibers 8,8 cm wurden installiert.
Am 21. April 1891 wurde die Jagd wieder in Dienst gestellt und als Wachtschiff in Wilhelmshaven eingesetzt. Außerdem wurde sie für eine Reise entlang der Nordseeküste und als Begleitschiff der Hohenzollern auf Fahrten nach Amsterdam und Norwegen genutzt. Während der Herbstmanöver diente die Jagd als Signalwiederholer. Danach wurde sie am 5. Oktober wiederum außer Dienst gestellt. Ein Jahr später, am 13. Oktober 1892, wurde das Schiff wieder aktiviert, um wiederum als Wachtschiff in Wilhelmshaven zu dienen. Nach dem Ende der Herbstmanöver, an denen die Jagd erneut teilnahm, wurde der Aviso am 30. September 1893 wieder außer Dienst gestellt. Während des Winters 1893/94 erhielt das Schiff auf der Kaiserlichen Werft Wilhelmshaven eine modernere Kesselanlage.

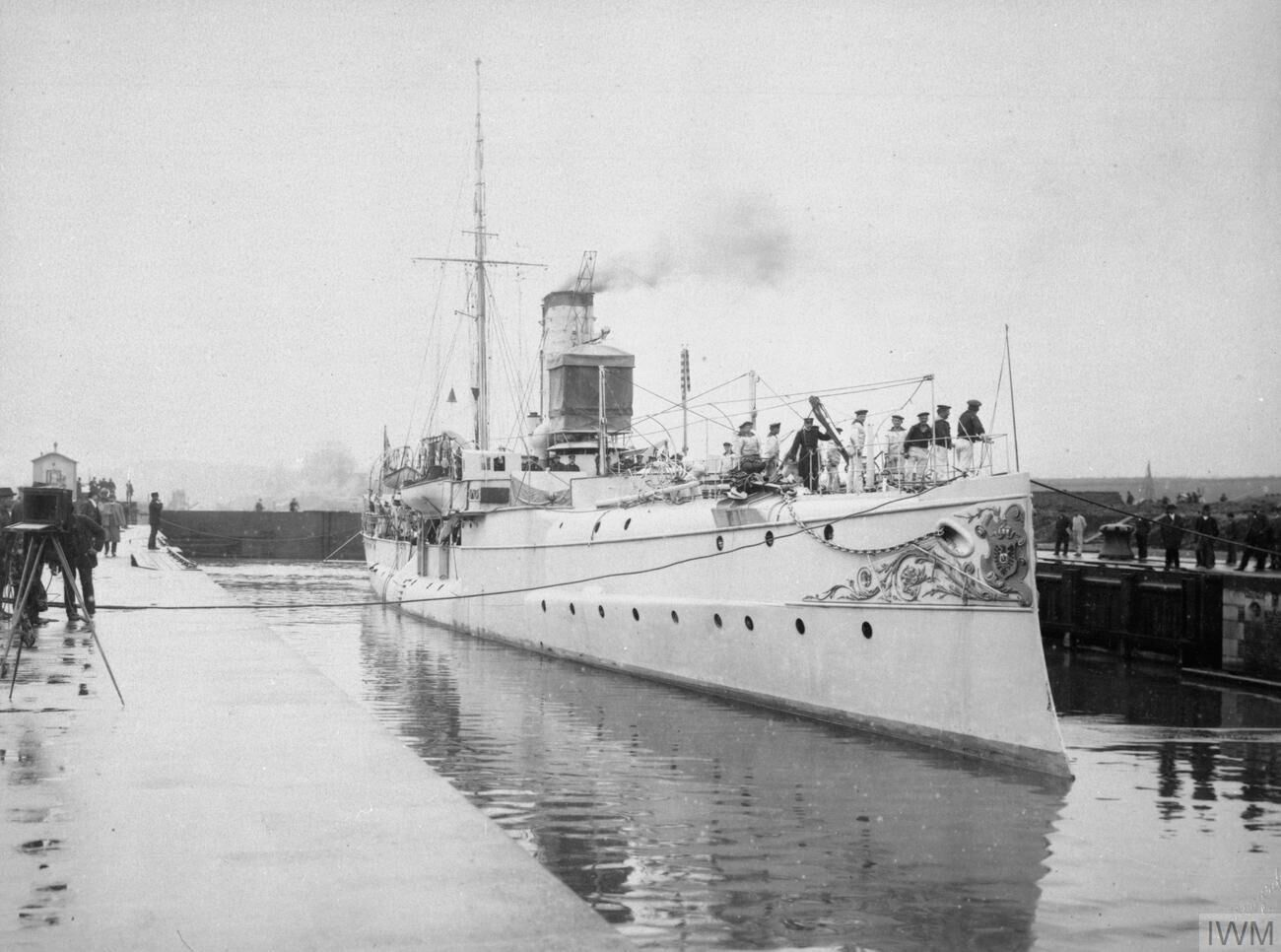
Die Jagd im Kaiser-Wilhelm-Kanal

Die nächste Reaktivierung erfolgte am 8. März 1895. Der Aviso war Ende April das erste deutsche Kriegsschiff, das den Kaiser-Wilhelm-Kanal zu Testzwecken noch vor dessen offizieller Eröffnung durchfuhr. Bis zur erneuten Außerdienststellung am 19. Dezember gehörte die Jagd dem Manövergeschwader an. Am 18. März 1896 wurde das Schiff wieder in Dienst gestellt und dem I. Geschwader zugeteilt. Mit diesem besuchte der Aviso die Niederlande und Norwegen. Die Jagd blieb während des Winters und gesamten Jahres 1897 im aktiven Einsatz. Erst am 8. März 1898 endete diese längste Indiensthaltungsperiode des Avisos.
Letztmals wurde die Jagd, inzwischen aufgrund einer am 27. Februar 1899 erlassenen Allerhöchsten Kabinettsorder als Kleiner Kreuzer klassifiziert, am 27. September 1899 in Dienst gestellt, um ihr Schwesterschiff Wacht im I. Geschwader abzulösen. Kurzzeitig wurde das Schiff vom 14. Oktober bis zum 23. November 1900 für den Fischereischutz in der Nordsee herangezogen. Nachdem Anfang 1901 Überholungsarbeiten durchgeführt worden waren, gehörte die Jagd vom 28. Januar bis zum 7. Februar 1901 dem deutschen Flottenverband an, der das Deutsche Reich in Großbritannien während der Beisetzungsfeierlichkeiten für Königin Victoria vertrat. Im April nahm der Kreuzer an den Arbeiten auf dem Adlergrund teil, wo am 2. April die Kaiser Friedrich III. auf Grund gelaufen und schwer beschädigt worden war.
Bei einer von der Kaiserlichen Werft Wilhelmshaven durchgeführten Untersuchung wurde Mitte Juli festgestellt, dass der bauliche Zustand der Jagd einen weiteren Einsatz des Schiffes nicht mehr zuließ. Der Kreuzer wurde daher am 11. August 1901 endgültig außer Dienst gestellt.

## Verbleib
Die Jagd wurde am 3. Mai 1904 zum Hafenschiff umklassifiziert. Sechs Jahre später, am 14. Mai 1910, wurde das Schiff aus der Liste der Kriegsschiffe gestrichen. Es diente anschließend als Hulk und Schießstand für die Torpedowerkstatt in Friedrichsort. 1920 wurde das Schiff in Rüstringen abgewrackt.

## Kommandanten
| 25. Juni bis 6. August 1889       | Korvettenkapitän Max Piraly                    |
| 15. April bis 3. Oktober 1890     | Kapitänleutnant Reinhold Jachmann              |
| 21. April bis 5. Oktober 1891     | Korvettenkapitän Hermann da Fonseca-Wollheim   |
| 13. Oktober 1892 bis April 1893   | Kapitänleutnant August Obenheimer              |
| April bis 30. September 1893      | Korvettenkapitän John Hermann                  |
| 8. März bis September 1895        | Korvettenkapitän Eduard Holzhauer              |
| September bis 19. Dezember 1895   | Korvettenkapitän Carl Friedrich                |
| 18. März bis September 1896       | Korvettenkapitän Guido von Usedom              |
| September 1896 bis September 1897 | Korvettenkapitän Hermann Lilie                 |
| September 1897 bis 8. März 1898   | Korvettenkapitän Fritz Sommerwerck             |
| 27. September 1899 bis März 1901  | Korvettenkapitän Walter von Oppeln-Bronikowski |
| März bis 11. August 1901          | Korvettenkapitän Hugo von Cotzhausen           |